# The English FC 1890 Berlin
 The English FC 1890 Berlin was een Duitse voetbalclub uit Berlijn, opgericht in 1890. 

## Geschiedenis
De club werd opgericht in 1890. In 1891 sloot de club zich aan bij de Duitse voetbal- en cricketbond (DFuCB), omdat in deze bond ook buitenlanders mochten spelen. De meeste spelers waren dan ook afkomstig uit Engeland. In het eerste kampioenschap, het tweede in het land, werd de club autoritair kampioen met 24 punten op 28 en vier punten voorsprong op BTuFC Viktoria 1889. Nadat de club het volgende seizoen in de middenmoot beëindigden stapten ze in het lopende seizoen 1893/94 na zeven speeldagen uit de competitie, toen ze op de derde plaats stonden. Kort daarna werd de club ontbonden. 

## Erelijst
Kampioen Berlijn
1892